# Phare d'Alborán
Le Phare de d'Alborán est un phare situé sur l'île d'Alborán, au milieu de la mer Méditerranée, entre Almería (Espagne) et Melilla (Maroc). Elle appartient à la province d'Almeria en Andalousie (Espagne).
Il est géré par l'autorité portuaire du port de Malaga.

## Histoire
Alborán est une île petite désertique. En 1997 l'île est devenue une réserve marine, avec les eaux environnantes. L'île est considéré comme ZPS ES0000336  en tant  que Réserve marine de l'Île d'Alborán.
L'alimentation de la lumière a été modifiée au pétrole en 1915 puis à l'acétylène en 1927. En 1936, le phare a été automatisé ce qui a permis son fonctionnement sans personnel de service en résidence. Il est actuellement électrifié et automatisé avec une cellule photoélectrique de contrôle à distance. En 2003-04 le phare a été restauré et converti à l'énergie éolienne. La lanterne originale a été enlevée et remplacée par une plus petite. C'est une tour cylindrique en pierre, avec galerie et lanterne rouge, centrée sur une maison de gardiens de deux étages. La tour est non peinte.
Bien que l'île d'Alborán dépende administrativement d'Almería, le phare est dirigé par l'Autorité Portuaire de Malaga. Sa fonction est la régulation du trafic maritime pour la navigation de cette zone au détroit de Gibraltar.
Identifiant : ARLHS : CEU-009 ; ES-22120 - Amirauté : E0086 - NGA : 22780 .
|                               |
| Lîle d'Alboran (vue aérienne) |

|               |
| Plan de l'île |

### Lien connexe
- Liste des phares d'Espagne